# Al-Qastallani
 (mars 2023).
Si vous disposez d'ouvrages ou d'articles de référence ou si vous connaissez des sites web de qualité traitant du thème abordé ici, merci de compléter l'article en donnant les références utiles à sa vérifiabilité et en les liant à la section « Notes et références ».
Chihabuddine Al-Qastallani (1448 -851 H.-en Égypte - 1517 -923 H.-au Caire en Égypte) (arabe :أحمد بن محمد بن أبي بكر بن عبدالملك بن أحمد بن محمد بن محمد بن حسين بن علي القسطلاني ) est un spécialiste du hadith, un historien et un faqih d'origine égyptienne. Il est de l'école de jurisprudence de l'Imâm Ach-Châfi'i. Et il est célèbre pour son commentaire du Sahîh de l'Imâm Al-Boukhâri.

## Sa vie
Il est né en Égypte, le 12 DhulQa'da en 851 de l'Hegire et y a grandi. Il apprit le Coran, puis les 7 lectures sur le Cheikh As-Siraj Omar ibn Qassim Al-Ansari. Puis les 3 autres lectures jusqu'au verset 15 de sourate Yunus, sur le Cheikh Azzayn Abd-Al-Ghanyy Al Haythami. Puis les 10 lectures sur le Cheikh Ach-Chihab ibn Assad.
Il a également appris le fiqh (droit islamique) sur Al Fakhr Al Maqssy, par chapitres, et َ Ach-Chihab Al 'Iyyadi. Il a lu les quatre adorations.

Il a assisté à la lecture de Sahih Al-Bukhary en cinq assises d'après As-Shawy et dans les différentes sciences aux côtés d'autres savants. 
Puis il voyagea à la Mecque, et a fait le pèlerinage plus d'une fois. Il s'est installé proche de la Mecque en 884 de l'Hégire, puis une autre fois en 894 de l'Hégire. Il a entendu là-bas de plusieurs savants, parmi eux An-Najm ibn Fahd.
Il a été réputé pour ses fatwas (réponses d'ordre juridique) et sa piété.

## Croyance
Dans son commentaire du Sahîh Al-Boukhâri, l'Imâm Al-Qastallâni a confirmé l'interprétation de l'Imâm Al-Boukhâri en disant : « {koullou chay-in hâlikoun illâ wajhah} -Soûrat Al-Qasas verset 88- [qui signifie : {Tout sera détruit sauf Son wajh}] c’est-à-dire : Sauf Sa souveraineté (illâ moulkah)».

## Son éloge du Mawlid
Comme l'ensemble des savants de l'Islam[réf. nécessaire], l'Imâm Al-Qastallâni a fait l'éloge de la célébration du Mawlid, la naissance du prophète, en disant : « La commémoration du Mawlid : Les gens de l’Islâm (les musulmans) ne cessent de commémorer durant le mois de sa naissance (‘alayhi s-salâm). Et ils font des repas, des aumônes de différentes sortes durant cette nuit, ils manifestent leur joie et ils rajoutent en acte de bien et s’attachent au récit de sa naissance honorée, et la bénédiction apparaît sur eux. »

## Œuvres
- Irchad Assari Licharh Sahih Al-Bokhari (arabe : إرشاد الساري لشرح صحيح البخاري), commentaire du Sahih al-Bukhari (10 volumes).
- Al-Maouahib Alladounia fi Al-Minah al-Mohammadia (arabe : المواهب اللدنية في المنح المحمدية), un livre biographique sur le Prophète de l’Islam.